# Gran Premio di superbike di Mandalika 2022
Il Gran Premio di superbike di Mandalika 2022 è stato l'undicesima prova del mondiale superbike del 2022. Nello stesso fine settimana si è corso anche l'undicesima prova del campionato mondiale Supersport.
Le tre gare valide per il mondiale Superbike sono state vinte da Toprak Razgatlıoğlu, mentre le gare del mondiale Supersport sono state vinte da Niki Tuuli in gara 1 e da Dominique Aegerter in gara 2.
In occasione di questo GP vengono conseguiti due titoli mondiali piloti, quello della Superbike vede primeggiare Álvaro Bautista, mentre Aegerter per la Supersport, grazie al quarto posto ottenuto nella prima gara ed al contemporaneo ritiro di Lorenzo Baldassarri (unico pilota che ancora poteva contendere il titolo iridato al pilota svizzero), ottiene la certezza del titolo mondiale piloti, confermandosi dopo aver già vinto lo stesso campionato nel 2021.

## Superbike gara 1

### Arrivati al traguardo
| Pos. | Nº | Pilota                | Squadra                  | Motocicletta        | Giri | Tempo     | Griglia | Punti |
| ---- | -- | --------------------- | ------------------------ | ------------------- | ---- | --------- | ------- | ----- |
| 1º   | 1  | Toprak Razgatlıoğlu   | Pata Yamaha with Brixx   | Yamaha YZF R1       | 21   | 32'47.209 | 1º      | 25    |
| 2º   | 19 | Álvaro Bautista       | Aruba.it Racing - Ducati | Ducati Panigale V4R | 21   | +4.324    | 5º      | 20    |
| 3º   | 65 | Jonathan Rea          | Kawasaki Racing          | Kawasaki ZX-10RR    | 21   | +11.855   | 2º      | 16    |
| 4º   | 55 | Andrea Locatelli      | Pata Yamaha with Brixx   | Yamaha YZF R1       | 21   | +19.954   | 3º      | 13    |
| 5º   | 21 | Michael Ruben Rinaldi | Aruba.it Racing - Ducati | Ducati Panigale V4R | 21   | +23.992   | 9º      | 11    |
| 6º   | 97 | Xavi Vierge           | Team HRC                 | Honda CBR1000 RR-R  | 21   | +27.114   | 7º      | 10    |
| 7º   | 31 | Garrett Gerloff       | GYTR GRT Yamaha          | Yamaha YZF R1       | 21   | +27.776   | 10º     | 9     |
| 8º   | 47 | Axel Bassani          | Motocorsa Racing         | Ducati Panigale V4R | 21   | +31.015   | 6º      | 8     |
| 9º   | 22 | Alex Lowes            | Kawasaki Racing          | Kawasaki ZX-10RR    | 21   | +31.363   | 4º      | 7     |
| 10º  | 76 | Loris Baz             | Bonovo Action BMW        | BMW M1000RR         | 21   | +39.809   | 15º     | 6     |
| 11º  | 12 | Javier Forés          | Barni Spark Racing       | Ducati Panigale V4R | 21   | +39.895   | 13º     | 5     |
| 12º  | 45 | Scott Redding         | BMW Motorrad             | BMW M1000RR         | 21   | +56.317   | 8º      | 4     |
| 13º  | 35 | Hafizh Syahrin        | MIE Racing Honda         | Honda CBR1000 RR-R  | 21   | +1'00.618 | 16º     | 3     |
| 14º  | 50 | Eugene Laverty        | Bonovo Action BMW        | BMW M1000RR         | 21   | +1'04.247 | 20º     | 2     |
| 15º  | 3  | Kōta Nozane           | GYTR GRT Yamaha          | Yamaha YZF R1       | 21   | +1'05.242 | 14º     | 1     |
| 16º  | 52 | Oliver König          | Orelac Racing Verdnatura | Kawasaki ZX-10RR    | 21   | +1'06.538 | 17º     |       |

### Ritirati
| Nº | Pilota               | Squadra                   | Motocicletta        | Giri | Griglia |
| -- | -------------------- | ------------------------- | ------------------- | ---- | ------- |
| 60 | Michael van der Mark | BMW Motorrad              | BMW M1000RR         | 17   | 11º     |
| 11 | Kyle Smith           | TPR Team Pedercini Racing | Kawasaki ZX-10RR    | 12   | 19º     |
| 36 | Leandro Mercado      | MIE Racing Honda          | Honda CBR1000 RR-R  | 11   | 18º     |
| 5  | Philipp Öttl         | Team Goeleven             | Ducati Panigale V4R | 10   | 12º     |

## Superbike gara Superpole

### Arrivati al traguardo
| Pos. | Nº | Pilota                | Squadra                   | Motocicletta        | Giri | Tempo     | Griglia | Punti |
| ---- | -- | --------------------- | ------------------------- | ------------------- | ---- | --------- | ------- | ----- |
| 1º   | 1  | Toprak Razgatlıoğlu   | Pata Yamaha with Brixx    | Yamaha YZF R1       | 10   | 15'28.792 | 1º      | 12    |
| 2º   | 65 | Jonathan Rea          | Kawasaki Racing           | Kawasaki ZX-10RR    | 10   | +0.586    | 2º      | 9     |
| 3º   | 55 | Andrea Locatelli      | Pata Yamaha with Brixx    | Yamaha YZF R1       | 10   | +1.821    | 3º      | 7     |
| 4º   | 19 | Álvaro Bautista       | Aruba.it Racing - Ducati  | Ducati Panigale V4R | 10   | +1.906    | 5º      | 6     |
| 5º   | 47 | Axel Bassani          | Motocorsa Racing          | Ducati Panigale V4R | 10   | +4.346    | 6º      | 5     |
| 6º   | 45 | Scott Redding         | BMW Motorrad              | BMW M1000RR         | 10   | +5.025    | 8º      | 4     |
| 7º   | 22 | Alex Lowes            | Kawasaki Racing           | Kawasaki ZX-10RR    | 10   | +5.686    | 4º      | 3     |
| 8º   | 21 | Michael Ruben Rinaldi | Aruba.it Racing - Ducati  | Ducati Panigale V4R | 10   | +6.142    | 9º      | 2     |
| 9º   | 97 | Xavi Vierge           | Team HRC                  | Honda CBR1000 RR-R  | 10   | +7.183    | 7º      | 1     |
| 10º  | 60 | Michael van der Mark  | BMW Motorrad              | BMW M1000RR         | 10   | +9.831    | 11º     |       |
| 11º  | 12 | Javier Forés          | Barni Spark Racing        | Ducati Panigale V4R | 10   | +14.596   | 13º     |       |
| 12º  | 76 | Loris Baz             | Bonovo Action BMW         | BMW M1000RR         | 10   | +16.528   | 15º     |       |
| 13º  | 31 | Garrett Gerloff       | GYTR GRT Yamaha           | Yamaha YZF R1       | 10   | +17.355   | 10º     |       |
| 14º  | 5  | Philipp Öttl          | Team Goeleven             | Ducati Panigale V4R | 10   | +17.902   | 12º     |       |
| 15º  | 35 | Hafizh Syahrin        | MIE Racing Honda          | Honda CBR1000 RR-R  | 10   | +21.035   | 16º     |       |
| 16º  | 36 | Leandro Mercado       | MIE Racing Honda          | Honda CBR1000 RR-R  | 10   | +22.530   | 18º     |       |
| 17º  | 50 | Eugene Laverty        | Bonovo Action BMW         | BMW M1000RR         | 10   | +22.925   | 20º     |       |
| 18º  | 52 | Oliver König          | Orelac Racing Verdnatura  | Kawasaki ZX-10RR    | 10   | +23.371   | 17º     |       |
| 19º  | 11 | Kyle Smith            | TPR Team Pedercini Racing | Kawasaki ZX-10RR    | 10   | +25.329   | 19º     |       |
| 20º  | 3  | Kōta Nozane           | GYTR GRT Yamaha           | Yamaha YZF R1       | 10   | +27.729   | 14º     |       |

## Superbike gara 2

### Arrivati al traguardo
| Pos. | Nº | Pilota                | Squadra                  | Motocicletta        | Giri | Tempo     | Griglia | Punti |
| ---- | -- | --------------------- | ------------------------ | ------------------- | ---- | --------- | ------- | ----- |
| 1º   | 1  | Toprak Razgatlıoğlu   | Pata Yamaha with Brixx   | Yamaha YZF R1       | 21   | 32'44.141 | 1º      | 25    |
| 2º   | 19 | Álvaro Bautista       | Aruba.it Racing - Ducati | Ducati Panigale V4R | 21   | +1.230    | 4º      | 20    |
| 3º   | 65 | Jonathan Rea          | Kawasaki Racing          | Kawasaki ZX-10RR    | 21   | +2.825    | 2º      | 16    |
| 4º   | 55 | Andrea Locatelli      | Pata Yamaha with Brixx   | Yamaha YZF R1       | 21   | +7.595    | 3º      | 13    |
| 5º   | 47 | Axel Bassani          | Motocorsa Racing         | Ducati Panigale V4R | 21   | +8.205    | 5º      | 11    |
| 6º   | 45 | Scott Redding         | BMW Motorrad             | BMW M1000RR         | 21   | +12.478   | 6º      | 10    |
| 7º   | 97 | Xavi Vierge           | Team HRC                 | Honda CBR1000 RR-R  | 21   | +15.245   | 9º      | 9     |
| 8º   | 31 | Garrett Gerloff       | GYTR GRT Yamaha          | Yamaha YZF R1       | 21   | +17.574   | 10º     | 8     |
| 9º   | 22 | Alex Lowes            | Kawasaki Racing          | Kawasaki ZX-10RR    | 21   | +17.976   | 7º      | 7     |
| 10º  | 21 | Michael Ruben Rinaldi | Aruba.it Racing - Ducati | Ducati Panigale V4R | 21   | +19.698   | 8º      | 6     |
| 11º  | 12 | Javier Forés          | Barni Spark Racing       | Ducati Panigale V4R | 21   | +21.980   | 12º     | 5     |
| 12º  | 60 | Michael van der Mark  | BMW Motorrad             | BMW M1000RR         | 21   | +22.218   | 11º     | 4     |
| 13º  | 76 | Loris Baz             | Bonovo Action BMW        | BMW M1000RR         | 21   | +36.192   | 14º     | 3     |
| 14º  | 35 | Hafizh Syahrin        | MIE Racing Honda         | Honda CBR1000 RR-R  | 21   | +41.465   | 15º     | 2     |
| 15º  | 52 | Oliver König          | Orelac Racing Verdnatura | Kawasaki ZX-10RR    | 21   | +44.142   | 16º     | 1     |
| 16º  | 50 | Eugene Laverty        | Bonovo Action BMW        | BMW M1000RR         | 21   | +45.600   | 19º     |       |
| 17º  | 36 | Leandro Mercado       | MIE Racing Honda         | Honda CBR1000 RR-R  | 21   | +50.490   | 17º     |       |

### Ritirati
| Nº | Pilota      | Squadra                   | Motocicletta     | Giri | Griglia |
| -- | ----------- | ------------------------- | ---------------- | ---- | ------- |
| 11 | Kyle Smith  | TPR Team Pedercini Racing | Kawasaki ZX-10RR | 12   | 18º     |
| 3  | Kōta Nozane | GYTR GRT Yamaha           | Yamaha YZF R1    | 10   | 13º     |

## Supersport gara 1

### Arrivati al traguardo
| Pos. | Nº | Pilota              | Squadra                    | Motocicletta             | Giri | Tempo     | Griglia | Punti |
| ---- | -- | ------------------- | -------------------------- | ------------------------ | ---- | --------- | ------- | ----- |
| 1º   | 66 | Niki Tuuli          | MV Agusta Reparto Corse    | MV Agusta F3 800 RR      | 19   | 30'49.225 | 1º      | 25    |
| 2º   | 64 | Federico Caricasulo | Althea Racing              | Ducati Panigale V2       | 19   | +3.528    | 5º      | 20    |
| 3º   | 61 | Can Öncü            | Kawasaki Puccetti Racing   | Kawasaki ZX-6R           | 19   | +4.226    | 2º      | 16    |
| 4º   | 77 | Dominique Aegerter  | Ten Kate Racing Yamaha     | Yamaha YZF R6            | 19   | +6.029    | 3º      | 13    |
| 5º   | 55 | Yari Montella       | Kawasaki Puccetti Racing   | Kawasaki ZX-6R           | 19   | +6.037    | 6º      | 11    |
| 6º   | 11 | Nicolò Bulega       | Aruba.it Racing            | Ducati Panigale V2       | 19   | +10.034   | 4º      | 10    |
| 7º   | 62 | Stefano Manzi       | Dynavolt Triumph           | Triumph Street Triple RS | 19   | +20.344   | 12º     | 9     |
| 8º   | 16 | Jules Cluzel        | GMT94 Yamaha               | Yamaha YZF R6            | 19   | +21.051   | 9º      | 8     |
| 9º   | 3  | Raffaele De Rosa    | Orelac Racing Verdnatura   | Ducati Panigale V2       | 19   | +21.664   | 7º      | 7     |
| 10º  | 99 | Adrián Huertas      | MTM Kawasaki               | Kawasaki ZX-6R           | 19   | +24.751   | 13º     | 6     |
| 11º  | 69 | Tom Booth-Amos      | Motozoo Racing by Puccetti | Kawasaki ZX-6R           | 19   | +29.205   | 11º     | 5     |
| 12º  | 94 | Andy Verdoïa        | GMT94 Yamaha               | Yamaha YZF R6            | 19   | +31.177   | 16º     | 4     |
| 13º  | 56 | Péter Sebestyén     | Evan Bros. Yamaha          | Yamaha YZF R6            | 19   | +32.438   | 17º     | 3     |
| 14º  | 32 | Oliver Bayliss      | Barni Spark Racing         | Ducati Panigale V2       | 19   | +36.214   | 18º     | 2     |
| 15º  | 24 | Leonardo Taccini    | Ten Kate Racing Yamaha     | Yamaha YZF R6            | 19   | +1'05.396 | 19º     | 1     |
| 16º  | 25 | Marcel Brenner      | VFT Racing                 | Yamaha YZF R6            | 19   | +1'05.489 | 23º     |       |
| 17º  | 50 | Ondřej Vostatek     | MS Racing Yamaha           | Yamaha YZF R6            | 19   | +1'05.554 | 22º     |       |
| 18º  | 10 | Unai Orradre        | MS Racing Yamaha           | Yamaha YZF R6            | 19   | +1'06.013 | 20º     |       |

### Ritirati
| Nº | Pilota              | Squadra           | Motocicletta             | Giri | Griglia |
| -- | ------------------- | ----------------- | ------------------------ | ---- | ------- |
| 91 | Luca Bernardi       | CM Racing         | Ducati Panigale V2       | 15   | 21º     |
| 7  | Lorenzo Baldassarri | Evan Bros. Yamaha | Yamaha YZF R6            | 2    | 8º      |
| 9  | Simon Jespersen     | Kallio Racing     | Yamaha YZF R6            | 1    | 15º     |
| 28 | Glenn van Straalen  | EAB Racing        | Yamaha YZF R6            | 0    | 14º     |
| 38 | Hannes Soomer       | Dynavolt Triumph  | Triumph Street Triple RS | 0    | 10º     |

## Supersport gara 2

### Arrivati al traguardo
| Pos. | Nº | Pilota              | Squadra                    | Motocicletta             | Giri | Tempo     | Griglia | Punti |
| ---- | -- | ------------------- | -------------------------- | ------------------------ | ---- | --------- | ------- | ----- |
| 1º   | 77 | Dominique Aegerter  | Ten Kate Racing Yamaha     | Yamaha YZF R6            | 13   | 21'03.745 | 3º      | 25    |
| 2º   | 62 | Stefano Manzi       | Dynavolt Triumph           | Triumph Street Triple RS | 13   | +0.470    | 12º     | 20    |
| 3º   | 61 | Can Öncü            | Kawasaki Puccetti Racing   | Kawasaki ZX-6R           | 13   | +4.461    | 2º      | 16    |
| 4º   | 3  | Raffaele De Rosa    | Orelac Racing Verdnatura   | Ducati Panigale V2       | 13   | +7.838    | 7º      | 13    |
| 5º   | 55 | Yari Montella       | Kawasaki Puccetti Racing   | Kawasaki ZX-6R           | 13   |           | 6º      | 11    |
| 6º   | 11 | Nicolò Bulega       | Aruba.it Racing            | Ducati Panigale V2       | 13   |           | 4º      | 10    |
| 7º   | 64 | Federico Caricasulo | Althea Racing              | Ducati Panigale V2       | 13   |           | 5º      | 9     |
| 8º   | 38 | Hannes Soomer       | Dynavolt Triumph           | Triumph Street Triple RS | 13   |           | 10º     | 8     |
| 9º   | 7  | Lorenzo Baldassarri | Evan Bros. Yamaha          | Yamaha YZF R6            | 13   |           | 8º      | 7     |
| 10º  | 16 | Jules Cluzel        | GMT94 Yamaha               | Yamaha YZF R6            | 13   |           | 9º      | 6     |
| 11º  | 69 | Tom Booth-Amos      | Motozoo Racing by Puccetti | Kawasaki ZX-6R           | 13   |           | 11º     | 5     |
| 12º  | 99 | Adrián Huertas      | MTM Kawasaki               | Kawasaki ZX-6R           | 12   | +1 giro   | 13º     | 4     |
| 13º  | 94 | Andy Verdoïa        | GMT94 Yamaha               | Yamaha YZF R6            | 12   | +1 giro   | 16º     | 3     |
| 14º  | 32 | Oliver Bayliss      | Barni Spark Racing         | Ducati Panigale V2       | 12   | +1 giro   | 18º     | 2     |
| 15º  | 9  | Simon Jespersen     | Kallio Racing              | Yamaha YZF R6            | 12   | +1 giro   | 15º     | 1     |
| 16º  | 28 | Glenn van Straalen  | EAB Racing                 | Yamaha YZF R6            | 12   | +1 giro   | 14º     |       |
| 17º  | 91 | Luca Bernardi       | CM Racing                  | Ducati Panigale V2       | 12   | +1 giro   | 21º     |       |
| 18º  | 24 | Leonardo Taccini    | Ten Kate Racing Yamaha     | Yamaha YZF R6            | 12   | +1 giro   | 19º     |       |
| 19º  | 25 | Marcel Brenner      | VFT Racing                 | Yamaha YZF R6            | 12   | +1 giro   | 23º     |       |
| 20º  | 10 | Unai Orradre        | MS Racing Yamaha           | Yamaha YZF R6            | 12   | +1 giro   | 20º     |       |
| 21º  | 50 | Ondřej Vostatek     | MS Racing Yamaha           | Yamaha YZF R6            | 12   | +1 giro   | 22º     |       |
| 22º  | 56 | Péter Sebestyén     | Evan Bros. Yamaha          | Yamaha YZF R6            | 9    | +4 giri   | 17º     |       |

### Ritirato
| Nº | Pilota     | Squadra                 | Motocicletta        | Giri | Griglia |
| -- | ---------- | ----------------------- | ------------------- | ---- | ------- |
| 66 | Niki Tuuli | MV Agusta Reparto Corse | MV Agusta F3 800 RR | 12   | 1º      |